# Вембангомо, Брис
Брис Вембангомо (норв. Brice Wembangomo; род. 18 декабря 1996, Киншаса или ДР Конго) — норвежский футболист, защитник клуба «Будё-Глимт». Выступал за сборную Норвегии.

## Карьера
Вембангомо — воспитанник клуба «Твэтер». В раннем возрасте перешел в молодежную академию «Сарпсборга» и затем присоединился к клубу «Сарпсборг 08». В сентябре 2014 года дебютировал в чемпионате Норвегии за «Сарпсборг 08» в матче против команды «Старт».
В 2015 году перед началом сезона Вембангомо присоединился к команде «Квик Халден» на правах аренды. 18 апреля дебютировал во втором дивизионе, против команды «Лёренскуг». 26 июля забил свой первый гол в карьере, сделав дубль в матче против «Драммен».
В 2016 году перешел на правах аренды в «Фредрикстад», где провел 9 матчей.
В 2017 году перешел в «Йерв». В 2019 присоединился к клубу «Саннефьорд».
3 января 2022 года футбольный клуб «Будё-Глимт» объявил о подписании трехлетнего контракта с Вембангомо. Его первый официальный матч за клуб состоялся 17 февраля, где он вышел в стартовом составе и помог команде одержать победу со счетом 3:1 в Лиге конференций УЕФА против «Селтика» на стадионе «Селтик Парк». В своем дебютном матче в чемпионате Норвегии, Вембангомо также вышел в стартовом составе и в матче против «Русенборга», где отдал голевую передачу.

### Сборная
В июне 2023 года Вембангомо, ранее никогда не игравший за молодежную сборную, получил вызов в сборную Норвегии. Его дебют состоялся 20 июня 2023 года в матче против сборной Кипра.

## Статистика

### Выступления за клубы
| Выступление      | Выступление      | Выступление      | Лига | Лига | Кубок | Кубок | Еврокубки | Еврокубки | Итого | Итого |
| Клуб             | Лига             | Сезон            | Игры | Голы | Игры  | Голы  | Игры      | Голы      | Игры  | Голы  |
| ---------------- | ---------------- | ---------------- | ---- | ---- | ----- | ----- | --------- | --------- | ----- | ----- |
| Сарпсборг 08     | Типпелига        | 2014             | 1    | 0    | 0     | 0     | —         | —         | 1     | 0     |
| Сарпсборг 08     | Итого            | Итого            | 1    | 0    | 0     | 0     | —         | —         | 1     | 0     |
| → Квик Халден    | Второй дивизион  | 2015             | 26   | 6    | 4     | 0     | —         | —         | 30    | 6     |
| → Квик Халден    | Итого            | Итого            | 26   | 6    | 4     | 0     | —         | —         | 30    | 6     |
| → Фредрикстад    | ОБОС-лига        | 2016             | 9    | 0    | —     | —     | —         | —         | 9     | 0     |
| → Фредрикстад    | Итого            | Итого            | 9    | 0    | —     | —     | —         | —         | 9     | 0     |
| Йерв             | ОБОС-лига        | 2017             | 30   | 0    | 2     | 0     | —         | —         | 32    | 0     |
| Йерв             | ОБОС-лига        | 2018             | 28   | 1    | —     | —     | —         | —         | 28    | 1     |
| Йерв             | Итого            | Итого            | 58   | 1    | 2     | 0     | —         | —         | 60    | 1     |
| Саннефьорд       | ОБОС-лига        | 2019             | 17   | 0    | 1     | 0     | —         | —         | 18    | 0     |
| Саннефьорд       | Элитсерия        | 2020             | 18   | 0    | —     | —     | —         | —         | 18    | 0     |
| Саннефьорд       | Элитсерия        | 2021             | 24   | 0    | —     | —     | —         | —         | 24    | 0     |
| Саннефьорд       | Итого            | Итого            | 59   | 0    | 1     | 0     | —         | —         | 60    | 0     |
| Будё-Глимт       | Элитсерия        | 2022             | 28   | 2    | 3     | 0     | 13        | 0         | 44    | 2     |
| Будё-Глимт       | Элитсерия        | 2023             | 22   | 1    | 3     | 0     | 17        | 0         | 42    | 1     |
| Будё-Глимт       | Итого            | Итого            | 20   | 3    | 6     | 0     | 30        | 0         | 56    | 3     |
| Всего за карьеру | Всего за карьеру | Всего за карьеру | 203  | 10   | 13    | 0     | 30        | 0         | 246   | 10    |

### Матчи Вембангомо за сборную Норвегии
| Матчи Вембангомо за сборную Норвегии | Матчи Вембангомо за сборную Норвегии | Матчи Вембангомо за сборную Норвегии | Матчи Вембангомо за сборную Норвегии | Матчи Вембангомо за сборную Норвегии | Матчи Вембангомо за сборную Норвегии |
| ------------------------------------ | ------------------------------------ | ------------------------------------ | ------------------------------------ | ------------------------------------ | ------------------------------------ |
| №                                    | Дата                                 | Соперник                             | Счёт                                 | Голы Вембангомо                      | Соревнование                         |
| 1                                    | 20 июня 2023                         | Кипр                                 | 3:1                                  | —                                    | Чемпионат Европы 2024 (отбор)        |

Итого: 1 матч / 0 голов; 1 победа, 0 ничьих, 0 поражений.

## Достижения
«Будё-Глимт»
- Чемпион Норвегии: 2023
- Финалист Кубка Норвегии: 2021/22